# 多纳特·阿克林
多纳特·阿克林（德語：Donat Acklin，1965年6月6日—），瑞士男子雪车运动员。他曾代表瑞士参加1988年、1992年和1994年冬季奥林匹克运动会雪车比赛，获得二枚金牌、一枚银牌和一枚铜牌。